# Жули Депардийо
Жулѝ Марио̀н Депардийо̀ (на френски: Julie Marion Depardieu) e френска филмова, телевизионна и театрална актриса, и певица. 

## Биография
Тя е дъщеря на френските актьори Елизабет Депардийо и Жерар Депардийо. Неин брат е актьорът Гийом Депардийо (1971-2008). Дебютира в киното през 1994 г. с ролята на Матилд във филма „Полковник Шабер“. До началото на 2010 г. се и снимала общо в 61 филма и сериали. В България е позната и с ролите си във филмите „Обичай ме“ (2000), „Бог е велик, а аз съм толкова малка“ (2001), „Гордият лъв“ (2003), „Малката Лили“ (2004), „Най-дългият годеж“ (2004), „Една тайна“ (2007), „Жени в сянка“ (2008).

## Награди
- Носителка на наградата „Сезар“ най-добра женска второстепенна роля, 2004 г.
- Носителка на наградата „Сезар“ най-добра женска второстепенна роля, 2008 г.